# Françoise Winnik
Françoise Winnik, née le 2 mars 1952 à Mulhouse et morte le 13 février 2021 à Helsinki,, est une enseignante et chercheuse québécoise en chimie d'origine française. Elle a enseigné à l'Université de Montréal, et à l'Université d'Helsinki.

## Travaux de recherche
La chercheuse réalise des travaux de nature fondamentale et appliquée. Du côté fondamental, ses domaines d'expertises sont, entre autres, les nanoparticules réactives et la synthèse des polymères. Du côté des applications, on retrouve la nanomédecine, les thérapies géniques et l'imagerie médicales. 
En 2015, elle dirige un groupe de recherche affilié au International Center for materials nanoarchitectonics du National institute of materials science japonais. Elle devient cette année-là la 2e femme récipiendaire du prix Acfas Urgel-Archambault, un prix dédié aux travaux en sciences physiques, des mathématiques, de l’informatique ou du génie.

## Publications
- 2001. S. Mansouri, Y. Mehri, F. M. Winnik, M. Tabrizian. « Investigation of the layer-by-layer assembly onto fully functional human red blood cells in suspension for attenuated immune response », dans Biomacromolecules, 2001, 12, 585-592.

- 2010. V. A. Kryuchkov. J. C. Daigle, K. M. Skupov, J. Claverie, F. M. « Winnik Amphiphilic polyethylenes leading to surfactant-free thermoresponsive nanoparticles », dans Journal of American Chemistry Society, 2010, 133(44), 15573-15579.

## Distinctions
2015 : Lauréate du prix Acfas Urgel-Archambault en 2015.